# Praktyki religijne Świadków Jehowy
Praktyki religijne Świadków Jehowy – ogół indywidualnych i zbiorowych działań, uznawanych za elementy wielbienia Jehowy Boga w religii Świadków Jehowy.
Świadkowie Jehowy uważają, że wszelkie wierzenia i praktyki religijne chrześcijan powinny być oparte na Piśmie Świętym; nie mogą być one wytworem ludzkiego umysłu, opierać się na tradycji sprzecznej z Biblią lub na ludzkiej filozofii. Ich zdaniem oddawanie czci Bogu stanowi najważniejszą powinność każdego człowieka, a praktyki religijne są uznane przez Boga tylko wtedy, gdy wypływają ze szczerych pobudek i są zgodne z wymaganiami zawartymi w Biblii. Uważają, że religia musi wpływać na codzienne życie człowieka. Praktykowanie religii nie jest dla nich tylko jednym z elementów życia, ale drogą życiową, tzn. zasadom wiary podporządkowane mają być wszystkie sprawy nie tylko związane z oddawaniem czci Bogu, ale też życie codzienne.

## Praktyki religijne

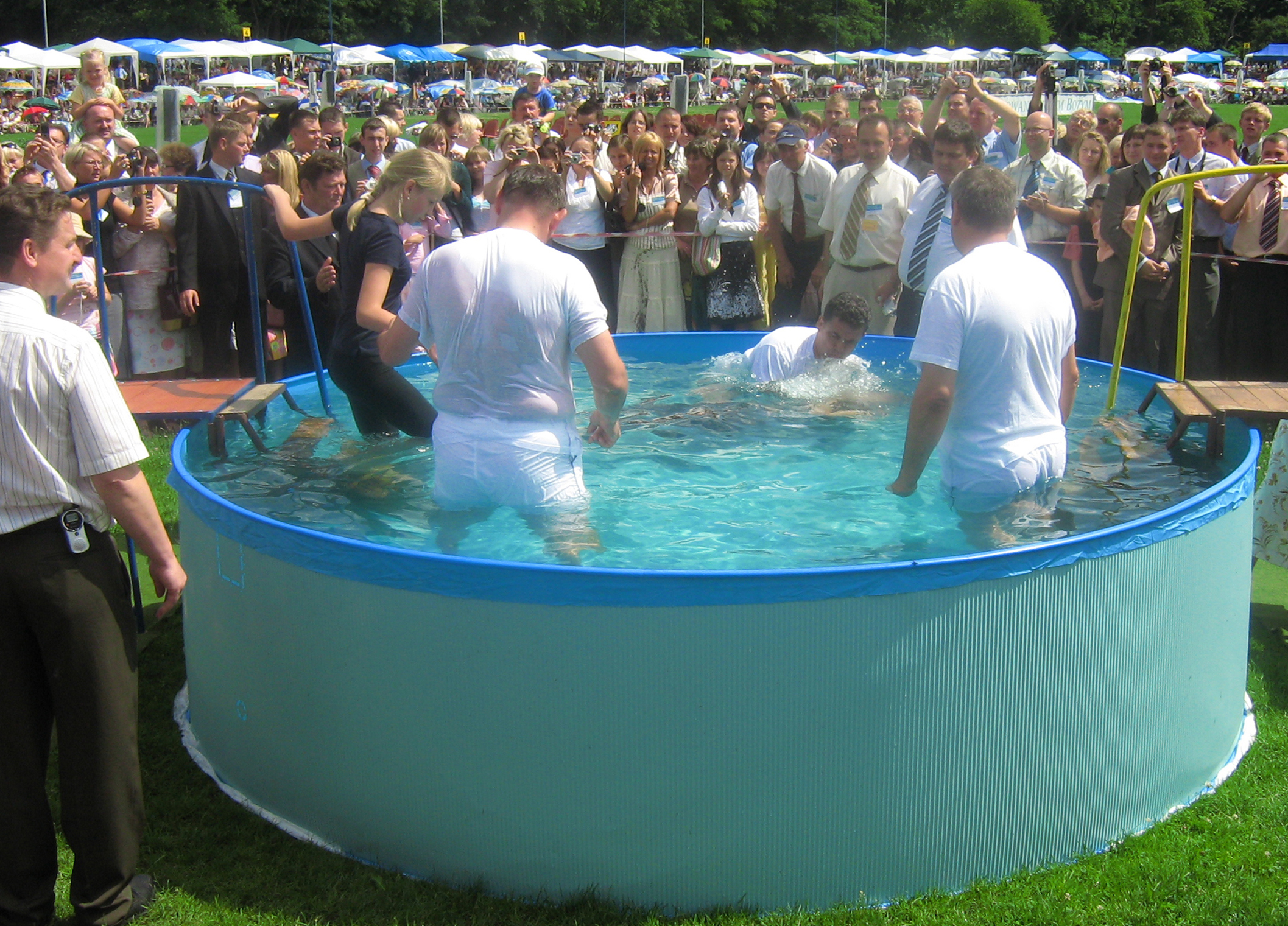
Chrzest nowych członków – przez całkowite zanurzenie w wodzie – podczas kongresu (Polska, 2008)

### Chrzest
- Przyjmują chrzest przez całkowite zanurzenie w wodzie[6][7] jako symbol oddania się Bogu osoby dojrzałej[8][9]; nie praktykują chrztu niemowląt[9][6][10].
- Oczekują od kandydatów do chrztu, że przed tym publicznym obrzędem osoba zdecydowana na przyłączenie się do Świadków Jehowy wcześniej zdobędzie podstawową wiedzę biblijną, dostosuje swoje życie do zasad biblijnych oraz odda się Jehowie Bogu na służbę w osobistej modlitwie[8][11].
- Zwykle kandydat do chrztu przez jakiś czas przed chrztem jest wdrażany do pełnienia służby w dziele ewangelizacji jako tzw. nieochrzczony głosiciel[8].
- Nie posiadają tzw. formuły chrztu, czyli nie ma podczas tego aktu żadnych wygłaszanych słów (przed chrztem padają tylko odpowiedzi na dwa pytania)[12][9].
- Nie pobierają opłat za udzielenie chrztu[13].

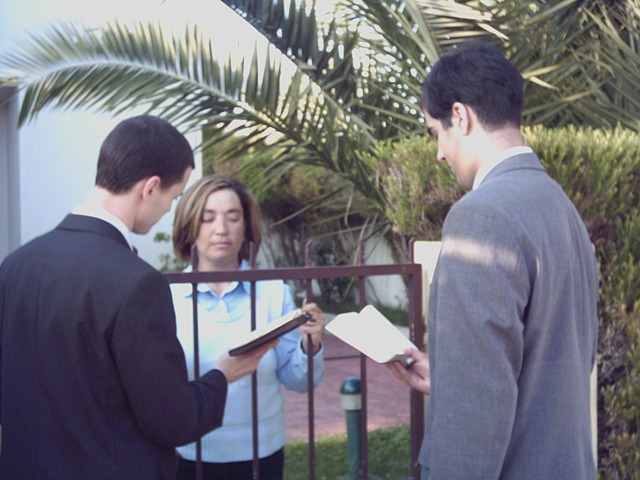
Głoszenie od domu do domu (Portugalia)

### Ewangelizacja
- Prowadzą na całym świecie dobrowolną nieodpłatną publiczną działalność kaznodziejską[a], głosząc dobrą nowinę o Królestwie Bożym[14] jako niepłatni ochotnicy – głosiciele[15], z których część podejmuje się dobrowolnej służby w charakterze pionierów pomocniczych lub służby pełnoczasowej (pionierów stałych[16][17], misjonarzy, nadzorców obwodu) lub też wolontariatu w Biurach Oddziałów, zwanych też „Betel”. Na świecie spośród ponad 9 milionów głosicieli, ponad 1,6 miliona to pionierzy pełnoczasowi (dane z roku 2024)[18][19][20]. Uważają, że głoszenie[21] – czyli obwieszczanie dobrej nowiny o Królestwie Bożym – jest dziś najważniejszą działalnością prowadzoną na ziemi (Obj. 14:6, 7), przyczynia się do uświęcania imienia Jehowy Boga (Mt. 6:9), orędzie to odmienia życie ludzi i może prowadzić do ich wybawienia[22]. Według Świadków Jehowy do głoszenia pobudza ich miłość do Jehowy i Jego imienia, do prawdy oraz do ludzi[23]. Dlatego każdy z nich jako głosiciel ma za zadanie nieodpłatnie uczestniczyć w działalności kaznodziejskiej[24]. Uważają też, że ta służba kaznodziejska odnosi się do osobistego oraz publicznego udziału w stosowaniu się do polecenia Jezusa Chrystusa, aby głosić „dobrą nowinę o Królestwie” ludziom „na całym świecie na świadectwo wszystkim narodom” (Mt 24:14; 28:19)[25].
- Swych nauk opartych na Biblii nauczają głównie przez głoszenie oficjalne obejmujące głoszenie od domu do domu, a także publiczne na ulicach, parkingach i w innych miejscach publicznych (w tym z wózkami z publikacjami biblijnymi), obejmuje też specjalne świadczenie w ośrodkach penitencjarnych i więzieniach przez specjalnie przygotowanych kaznodziejów[26][27][28] oraz przez tzw. głoszenie nieoficjalne – krewnym i znajomym (także przez telefon, komunikatory internetowe, e-mail oraz listownie) oraz innym przygodnie spotykanym osobom[29]. Prowadzą też tematyczny bezpłatny interaktywny kurs biblijny[30]. W działalności tej szeroko wykorzystują publikacje w formie drukowanej i elektronicznej, ale także filmy wideo, nagrania audio, telewizję internetową JW Broadcasting[31] oraz oficjalną stronę internetową: jw.org[32], która zawiera informacje w przeszło 1090 językach. Pod względem liczby wersji językowych jest ona największym serwisem internetowym na świecie[33]. Umożliwia m.in. czytanie, słuchanie oraz pobieranie (w postaci plików) całej Biblii i różnych publikacji Świadków Jehowy[34].
- W celu objęcia działalnością kaznodziejską całego globu w 1943 roku Towarzystwo Strażnica otworzyło szkołę kształcącą misjonarzy (Biblijna Szkoła Strażnicy – Gilead). Obecnie na pięciomiesięcznym szkoleniu kształceni są w niej także nadzorcy obwodu i pracownicy Biur Oddziałów[35][15]. Do września 2024 roku szkołę tę ukończyło około 9 tysięcy studentów w 156 klasach[36][37][38]. Natomiast dwumiesięczny Kurs dla Ewangelizatorów Królestwa przeznaczony jest dla doświadczonych pionierów gotowych opuścić rodzinne strony i działać tam, gdzie są potrzebni[39][40].

### Małżeństwo
- Poznawanie się, zaręczyny, narzeczeństwo: Świadkom Jehowy zalecane jest spotykanie się w celu poznawania się z myślą o małżeństwie tylko z ochrzczonym współwyznawcą. Takie osoby muszą być gotowymi na małżeństwo pod względem finansowym, duchowym i emocjonalnym. Okres do ewentualnych zaręczyn (lub wcześniejszego rozstania przed zaręczynami) obejmuje wzajemne poznanie usposobienia duchowego, osobowości i sposobu myślenia. Randki nie są formą rozrywki, ale ważnym etapem, który prowadzi do ślubu (powinny pomóc podjąć decyzję, czy wstąpić w związek małżeński, czy zakończyć bliższą znajomość z daną osobą)[41]. Zaręczyny traktują jako poważne zobowiązanie, którego następstwem ma być zawarcie małżeństwa – trwałego związku kobiety i mężczyzny[42][43][44]. Kategorycznie wystrzegają się mieszkania pod jednym dachem z osobą niebędącą jeszcze partnerem małżeńskim; wystrzegają się życia w konkubinacie, a przedmałżeńskie kontakty seksualne uznają za grzech rozpusty[45][42].
- Ślub: Wyznawcy pragnący się pobrać muszą spełnić pewne wymagania prawne, aby móc zawrzeć legalny związek w danym kraju[42]. Ceremonii złożenia przysięgi małżeńskiej[46] przewodniczy urzędnik urzędu stanu cywilnego (w Polsce; w innych krajach jego odpowiednik) lub w niektórych krajach upoważniony kaznodzieja Świadków Jehowy[47][46].
  - Okolicznościowe przemówienie może odbyć się w miejscowej Sali Królestwa[a] – za zgodą miejscowych starszych zboru; na ogół zapraszana jest cała wspólnota zboru i inni goście[48]. Wygłaszane 30 minutowe przemówienie pt. Małżeństwo godne uznania w oczach Bożych kieruje uwagę na praktyczne rady zawarte w Biblii, dotyczące życia rodzinnego[46].
  - Nie pobiera się opłat za przeprowadzenie ceremonii ślubnej w Sali Królestwa[13][47].
  - W zależności od decyzji nowożeńców może być zorganizowane przyjęcie weselne[49]. Odpowiedzialność za przebieg całej uroczystości ślubnej spoczywa przede wszystkim na panu młodym[46].
  - Niektóre zwyczaje ślubne nie są w ogóle praktykowane, m.in. polterabend, tłuczenie kieliszków na szczęście, okrzyki gości gorzko gorzko, oczepiny, sypanie ryżem albo jego substytutami, toasty[50][47].
- Zalecone jest pobieranie się tylko ze współwyznawcą[51].
- Świadkowie Jehowy wystrzegają się rozwodów[52][42]. Uznają, że według Biblii małżeństwo rozwiązuje śmierć współmałżonka. Za jedyny powód do rozwodu, umożliwiającego później zawarcie kolejnego małżeństwa, uznają cudzołóstwo jednej ze stron (Mt 19:9)[53], bez względu na to, czy mają charakter homoseksualny, czy heteroseksualny[54]. Obejmuje to: cudzołóstwo, prostytucję i stosunki seksualne między osobami w stanie wolnym, jak również seks oralny i analny oraz pieszczenie narządów płciowych kogoś, z kim się nie jest związanym węzłem małżeńskim. Niewierność drugiej strony, daje stronie wiernej prawo do decyzji o rozwodzie i późniejszej możliwości zawarcia kolejnego małżeństwa[55].
- Separacja jest dopuszczalna w pewnych wyjątkowych sytuacjach, takich jak: świadome zaniedbywanie rodziny pod względem materialnym, stosowanie przemocy fizycznej oraz stwarzanie poważnego zagrożenia dla zdrowia duchowego[52].
- Nie praktykuje się odnawiania przysięgi małżeńskiej[46].
- Obchodzenie rocznic ślubu jest kwestią pozostawioną osobistej decyzji[47][56].
- Świadkowie Jehowy uważają, że małżeństwo ma stanowić święty, trwały związek – dar od Jehowy Boga[57][58], pozwalający kobiecie i mężczyźnie wzajemnie się wspierać[42][59], w którym można znaleźć miłość i bliskość oraz który pozwala stworzyć odpowiednie warunki do wychowywania dzieci[60]. Mąż jest odpowiedzialny za duchową[61], emocjonalną i materialną pomyślność małżeństwa i rodziny[62]. Wystrzegają się słów i czynów rujnujących małżeństwo oraz zdecydowanie potępiają wszystko co mogłoby przyczynić się do zdrady[63].

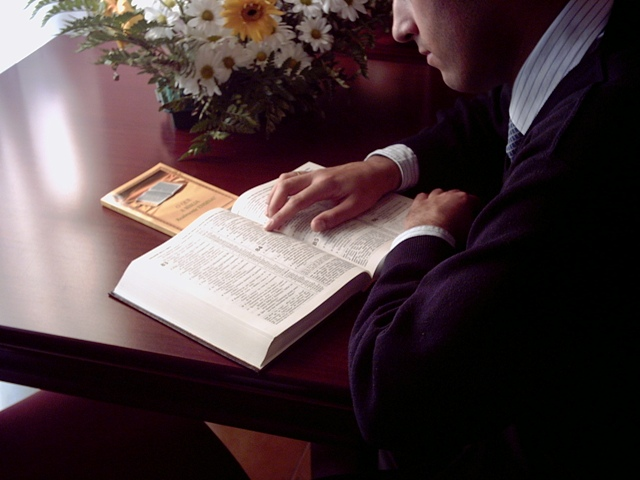
Świadkowie Jehowy poza zebraniami zborowymi studiują Biblię osobiście oraz w gronie rodzinnym (tzw. wielbienie Boga w gronie rodzinnym). Oprócz tego codziennie czytają i analizują fragment Biblii, m.in. na podstawie broszury Codzienne badanie Pism

### Modlitwa
- Modlą się wyłącznie do Boga Jehowy w imię Jezusa Chrystusa[64] – uznając jego władzę[65][66][65][67], utożsamiając się z jego uczniami i złożoną przez niego ofiarę, dzięki której mogą przystępować do Jehowy Boga. W ten sposób okazują wdzięczność za wszystko, co Jezus zrobił, aby móc zaprzyjaźnić się z Jehową[68].
- Nie modlą się do Jezusa[69]. Nie kierują modlitw także do świętych, Marii czy też do aniołów[67][70][71].
- Nie recytują modlitw z pamięci, ani nie odczytują z np. modlitewnika[72]. Regularnie modlą się swoimi słowami, szczerze z serca, zgodnie ze wzorem modlitwy „Ojcze nasz”[73][74]. Mogą się modlić o każdą sprawę zgodną z wymaganiami Boga podanymi w Biblii oraz wspominać o swoich prywatnych sprawach[75], wierząc, że Bóg może pomóc[76].
- Modlą się osobiście oraz publicznie np. w gronie rodzinnym, przed spożywaniem posiłków[77], na zebraniach zborowych i większych zgromadzeniach (wówczas w imieniu obecnych modli się na głos wyznaczony wcześniej ochrzczony mężczyzna)[78][74].
- Każdą modlitwę kończą słowem amen[64][79].

### Osobiste i rodzinne studium Biblii
- Biblię studiują indywidualnie (tzw. osobiste studium Biblii) i w gronie rodzinnym (tzw. wielbienie Boga w gronie rodzinnym)[80]. Oprócz tego codziennie czytają i analizują fragment Biblii, m.in. na podstawie broszury Codzienne badanie Pism[81][82][83] oraz rozmyślają nad tym, czego dowiedzieli się z czytania Biblii, by w jeszcze większym stopniu stosować się do niej w życiu[1][81][84].

### Pogrzeb
- Pochówek odbywa się w sposób zgodny z miejscowym prawem i zwyczajami (niekolidującymi z wierzeniami Świadków Jehowy)[85][86]; może być stosowana kremacja[87].
- Uroczystości pogrzebowe wyznawców nie zawierają rytuałów i obrzędów w intencji zmarłych. Okolicznościowe przemówienie (do 30 minut) może odbyć się w miejscowej Sali Królestwa[a], w zakładzie pogrzebowym, w domu zmarłego lub na cmentarzu przy grobie. Najczęściej starszy zboru krótko przypomina historię życia zmarłego, jego udział w działalności zboru oraz jego nadzieję na zmartwychwstanie, którą żywił. Celem takiej uroczystości jest wywyższenie Jehowy jako Boga miłości i miłosierdzia, a jednocześnie pocieszenie osób pogrążonych w smutku oraz przypomnienie, co Biblia mówi o śmierci i nadziei zmartwychwstania. W czasie uroczystości zwykle śpiewa się jedną lub kilka pieśni religijnych, a kończy modlitwą do Boga[85][88][86].
- Świadkowie Jehowy nie wierzą w nieśmiertelność duszy, dlatego też odrzucają wszelkie praktyki wynikające z tego poglądu. Nie oddają czci duchom zmarłych oraz wystrzegają się wszelkich ceremonii, urządzanych z myślą o zjednaniu przychylności zmarłych przodków, w tym świętowania, gdy pogrzeb kończy się stypą. Wystrzegają się m.in. nocnego czuwania przy zwłokach, składania ofiar płynnych, przemawiania do zmarłych i kierowania do nich próśb, organizowania uroczystych rocznic pogrzebu, noszenia żałoby oraz innych zwyczajów wynikających z wiary w nieśmiertelność duszy (np. Wszystkich Świętych, Zaduszki itp.)[88][89][90][85][86].
- Nie pobierają opłat za przeprowadzenie uroczystości pogrzebowych[85][13].

### Święto
- Obchodzą doroczną uroczystość Wieczerzy Pańskiej (Pamiątka śmierci Jezusa Chrystusa)[91] wiosną, w dniu odpowiadającym 14 nisan według kalendarza hebrajskiego, wieczorem po zachodzie słońca[92][93]. Wygłoszone wtedy zostaje okolicznościowe przemówienie o tematyce biblijnej, podkreślające rolę Jezusa Chrystusa w zamierzeniu Bożym co do ludzkości, w szczególności znaczenie jego ofiarnej śmierci jako okupu złożonego dla wybawienia z niewoli grzechu i śmierci[94]. Następnie podawany jest obecnym chleb pieczony bez zakwasu i czerwone wino, które spożywają wyłącznie osoby uważające się za wybrane do przyszłych władz Królestwa Bożego w niebie[95][93]. Świadkowie Jehowy uważają, że celem obchodzenia Wieczerzy Pańskiej jest upamiętnienie Jezusa oraz wyrażenie wdzięczności za ofiarę, jaką złożył za ludzi. Ta doroczna uroczystość nie jest żadnym sakramentem ani obrzędem religijnym, w wyniku którego dostępuje się łaski czy przebaczenia grzechów. Trwa około godziny[96].
- Odrzucają tradycyjne rytuały, święta, wywodzące się z kultury ludowej bądź obchodzone indywidualnie – jak urodziny czy imieniny – czy ustanowione święta państwowe oraz święta religijne, jeśli te naruszają przykazania lub zasady biblijne, np. związane lub wywodzące się z niezgodnych ich zdaniem z Biblią poglądów i praktyk religijnych, stanowią element kultu państwa lub nadmiernej czci oddawanej ludziom[97][90][98].

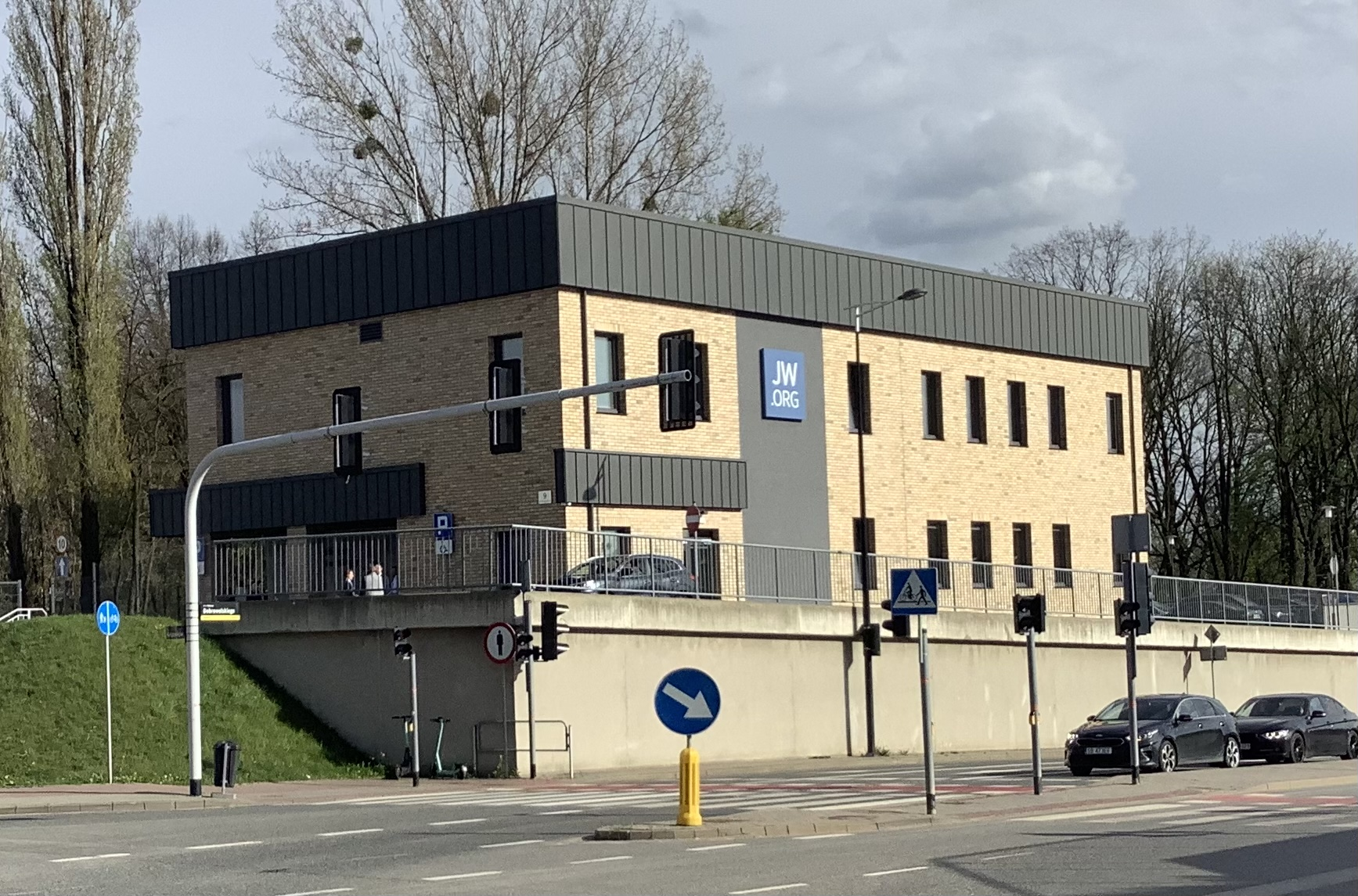
Sala Królestwa w Katowicach

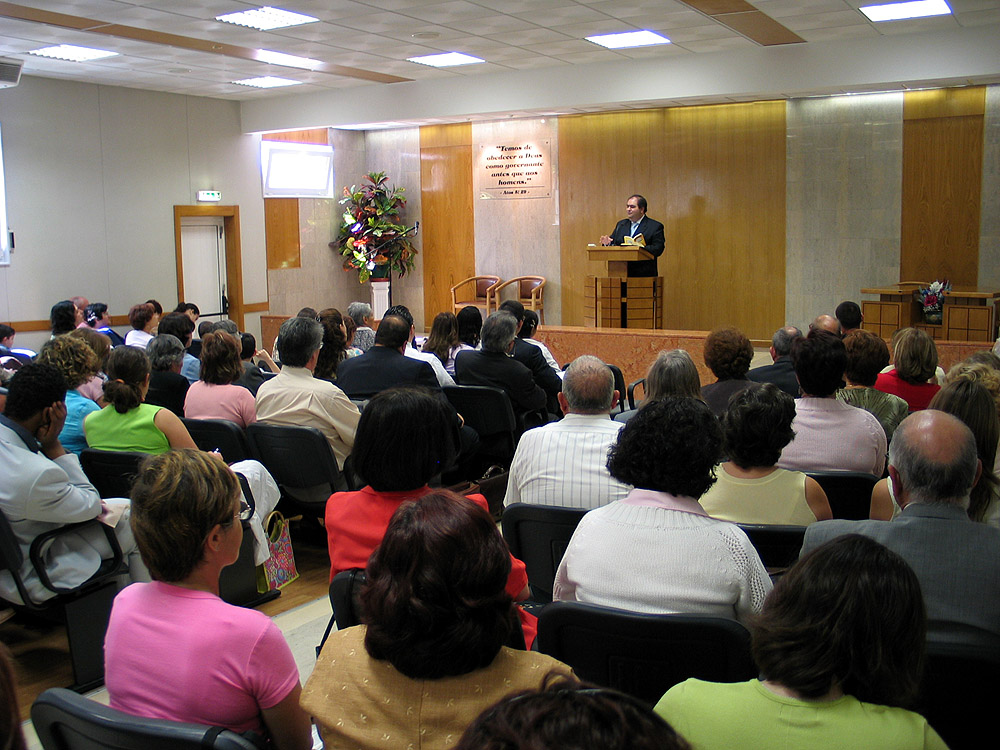
Zebranie Świadków Jehowy w Sali Królestwa (Portugalia)

### Zebrania zborowe
- Cotygodniowe zebrania zborowe: Świadkowie Jehowy we wszystkich swych zborach organizują cotygodniowe zebrania[99][100][40]. Odbywają się one dwa razy w tygodniu w obiektach nazywanych „Salami Królestwa”[101]. Przeprowadzane są również w formie „hybrydowej” (wszyscy uczestnicy w Sali Królestwa i odbierający program transmitowany przez wideokonferencje mogą brać czynny udział w punktach i dyskusjach)[a][102]. Wstęp na te zebrania (na żywo lub wirtualnie) jest bezpłatny i nie przeprowadza się żadnych zbiórek pieniędzy. Wszystkie zebrania mają charakter otwarty. Aktualny program zebrań – identyczny program przedstawiany we wszystkich zborach na świecie – jest zamieszczony online na oficjalnej stronie internetowej jw.org, w Bibliotece Internetowej Strażnicy, w darmowych aplikacjach na urządzenia cyfrowe i stacjonarne JW Library i JW Library Sign Language oraz w wybranych publikacjach. Zebranie w weekend (wykład publiczny i studium Strażnicy). W innym dniu tygodnia odbywa się drugie zebranie – zebranie w tygodniu o nazwie Chrześcijańskie życie i służba. Podczas nich modlą się, studiują Pismo Święte, śpiewają pieśni, dają wyraz swojej wierze oraz wzajemnie się zachęcają[1][103]. Z programu zebrań można skorzystać poprzez serwis internetowy jw.org oraz inne komunikatory internetowe (w tym w formie „hybrydowej” przez wideokonferencje)[a][104]. Świadkowie Jehowy uważają, że wspólne zgromadzanie się jest kluczowym elementem ich wiary[105]. Krótka charakterystyka tych dwóch zebrań[106]:
  - Zebranie w weekend odbywa się najczęściej w niedzielę i składa się z dwóch części:
    - Wykład publiczny – 30-minutowe przemówienie publiczne o tematyce biblijnej skierowane do szerokiego grona odbiorców. Mówcą może być starszy zboru lub sługa pomocniczy. Omawia on z podium określony wcześniej temat biblijny, kierując uwagę na wersety z Pisma Świętego, które obecni śledzą we własnych egzemplarzach Biblii. Wykłady publiczne mają urozmaiconą tematykę (szkice, prawie 200 tematów, dostarcza Ciało Kierownicze). Omawiają nauki i proroctwa biblijne, zasady i rady dotyczące życia rodzinnego, małżeńskiego, problemów młodzieży i zasad moralnych. Celem tych przemówień jest kierowanie uwagi obecnych na nauki chrześcijańskie i zachęcanie ich do tego, żeby wytrwale pełnili służbę na rzecz Królestwa Bożego. Po jego zakończeniu następuje studium Strażnicy.
    - Studium Strażnicy – trwa godzinę, na którym omawia się artykuły specjalnie przygotowane na to studium zborowe, zawarte w czasopiśmie „Strażnica Zwiastująca Królestwo Jehowy”. Artykuły do studium mają różnorodną tematykę: omawiają zagadnienia biblijne oraz rady przydatne w życiu chrześcijańskim. Lektor odczytuje akapity z podręcznika, a prowadzący – wyznaczony starszy zboru – zadaje zamieszczone w czasopiśmie pytanie, na które obecni dobrowolnie udzielają odpowiedzi. W czasie dyskusji odczytuje się również wersety biblijne. Artykuły do studium na dany tydzień są identyczne i rozważane są w tym samym tygodniu w przeszło 118 tysiącach zborów na całym świecie.

  - Zebranie w tygodniu składa się z trzyczęściowego programu zatytułowanego Chrześcijańskie życie i służba, zazwyczaj zaplanowane na jeden wieczór w tygodniu, i ma na celu pomóc Świadkom Jehowy w ulepszaniu służby dla Boga. Rozpoczyna się pieśnią i modlitwą oraz krótkimi uwagami wstępnymi przewodniczącego zebrania – co tydzień inny, wyznaczony starszy zboru. Następnie zaczyna się pierwsza z trzech części zebrania:
    - Skarby ze Słowa Bożego – 25-minutowa pierwsza część zebrania, której celem jest lepsze zrozumienie Słowa Bożego. Na początku zostaje wygłoszone 10-minutowe przemówienie oparte na fragmencie Biblii przewidzianym na dany tydzień, przy użyciu pomocy wizualnych zamieszczonych w dwumiesięczniku „Chrześcijańskie życie i służba – program zebrań” oraz krótkich filmów, przybliżających tło i kontekst relacji biblijnych. Punkt wskazuje na ich praktyczne zastosowanie. Następny 10-minutowy punkt „Wyszukujmy duchowe skarby” omawia za pomocą pytań i odpowiedzi z udziałem obecnych, myśli zawarte w przeczytanym fragmencie Biblii. Część kończy się 4-minutowym odczytaniem fragmentu Biblii przez wyznaczonego wcześniej mężczyznę.
    - Ulepszajmy swoją służbę – druga, 15-minutowa część zebrania składa się z 2–4 krótkich zadań ćwiczebnych przydzielonych wcześniej uczestnikom (dotyczących rozpoczynania rozmowy, podtrzymywania zainteresowania, pozyskiwania uczniów, wyjaśnianiu swoich wierzeń). Co jakiś czas w programie przewidziano punkt z udziałem obecnych (przedstawia go starszy lub sługa pomocniczy) oraz wyświetlaniu krótkich filmów instruktażowych. Celem tej części zebrania jest przygotowanie do służby kaznodziejskiej oraz pomoc w skutecznym głoszeniu dobrej nowiny i nauczaniu.
    - Chrześcijański tryb życia – ostatnia, 45-minutowa część rozpoczyna się pieśnią, następnie w jednym lub w dwóch punktach programu omawia się praktyczne zastosowanie Biblii w życiu codziennym oraz omawianie miejscowych potrzeb – różne tematy i zagadnienia o treści przydatnej dla członków zborów. Po nim następuje 30-minutowe „zborowe studium Biblii”, na którym omawia się Biblię na podstawie określonego podręcznika wydanego przez Towarzystwo Strażnica. Lektor odczytuje akapity z podręcznika, a prowadzący – na ogół co tydzień inny, wyznaczony starszy zboru (lub ewentualnie sługa pomocniczy) – zadaje zamieszczone w publikacji pytanie, na które obecni dobrowolnie udzielają odpowiedzi. W czasie dyskusji odczytuje się również wersety biblijne. Celem tej części zebrania jest nauka stosowania zasad biblijnych w życiu codziennym. Przed końcową pieśnią i modlitwą przeprowadza się krótką powtórkę myśli poruszonych w trakcie całego zebrania, a także zapowiada się, co będzie omawiane w następnym tygodniu. Zebranie trwa godzinę i 45 minut[107][108][109][110]. Celem tej części zebrania jest pokazanie obecnym, jak stosować w życiu zasady biblijne[111]. Program tego zebrania ma na celu pomóc Świadkom Jehowy w ulepszaniu służby dla Boga[15].
- Zbiórka do służby polowej – krótkie zebranie zborowe, na którym przygotowuje się głosicieli i pionierów do głoszenia dobrej nowiny (ewangelizacji)[112]. Organizowanie zbiórek ma na celu prowadzenie ewangelizacji w sposób uporządkowany i skuteczny[113]. Zbiórki organizowane są w zależności od potrzeb i miejscowych warunków, w Sali Królestwa lub w innych dogodnych miejscach (w wyjątkowych sytuacjach w formie „hybrydowej” przez wideokonferencję). Na zbiórce omawia się rady biblijne, podaje się wskazówki, jak sobie radzić w typowych sytuacjach podczas służby kaznodziejskiej, albo rozważa inne rady z periodyku „Chrześcijańskie życie i służba”. Następnie dokonuje się podziału grupy oraz wyznacza teren do pracy. Zebranie kończy modlitwa do Boga Jehowy. Spotkania te trwają od 5 do 7 minut, a jeśli odbywają się po zebraniu zborowym – jeszcze krócej[112][114]. Przewodniczy im zwykle jeden ze starszych zboru lub sług pomocniczych[113].

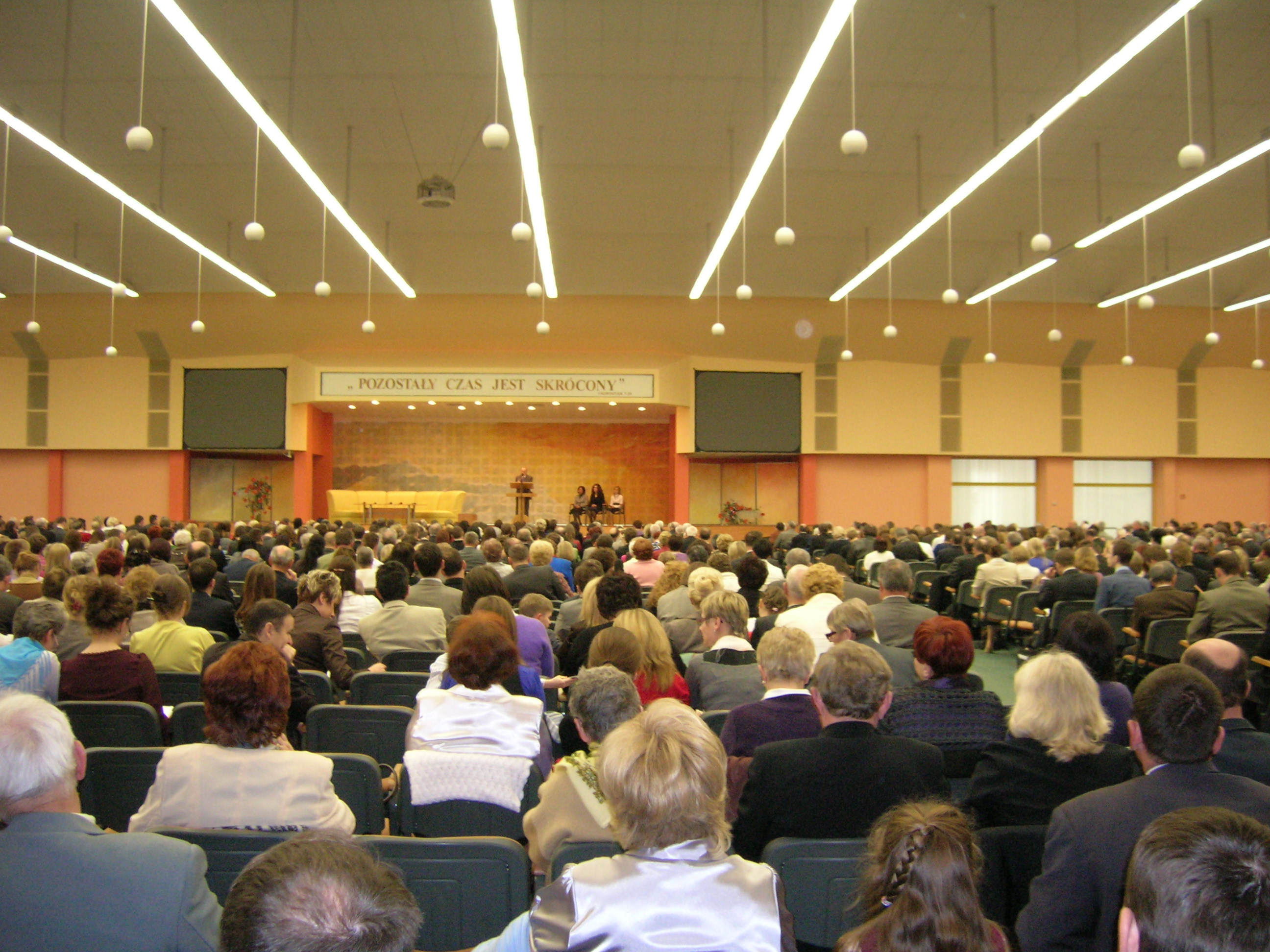
Zgromadzenie w Sali Zgromadzeń (Centrum Kongresowe Świadków Jehowy w Sosnowcu)

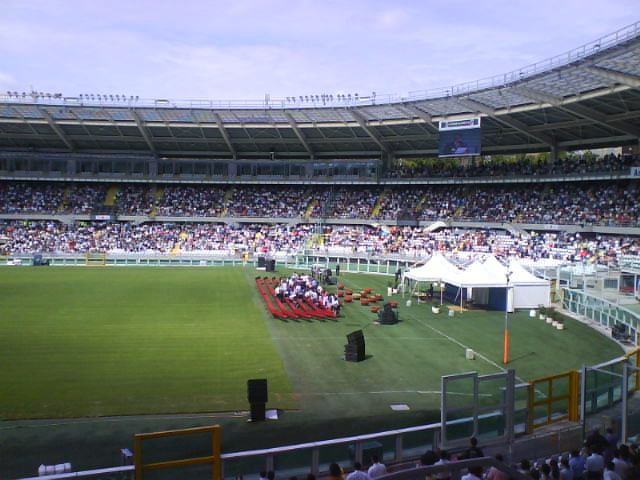
Doroczny kongres na stadionie (Turyn, Włochy 2009)

### Kongresy i zgromadzenia obwodowe
Świadkowie Jehowy uczestniczą w corocznych dużych masowych spotkaniach zwanych kongresami. Organizowanie są zwykle w wielkich obiektach, takich jak stadiony, hale sportowe, a także coraz częściej we własnych obiektach, specjalnie w tym celu budowanych – Salach Zgromadzeń. Mają charakter otwarty, a jego program ma na celu wzmocnienie obecnych pod względem duchowym. Rodzaje kongresów i zgromadzeń:
- Kongresy regionalne, specjalne lub międzynarodowe – coroczne, trzydniowe spotkanie wielu zborów z określonego regionu odbywające się latem, w wynajętych halach lub we własnych Salach Zgromadzeń. Kongresy gromadzą zwykle wiele tysięcy osób. Przed tymi kongresami przeprowadzana jest kampania zapraszania na nie osób postronnych. Na kongresy międzynarodowe lub specjalne zapraszani są licznie delegaci z innych krajów. Ich celem programu jest zachęcenie obecnych pod względem duchowym oraz wzmocnienie ogólnoświatowej jedności Świadków Jehowy[116].
- Zgromadzenia obwodowe – jednodniowe spotkanie kilkunastu zborów Świadków Jehowy z danego obwodu, organizowane dwa razy w roku (najczęściej w weekend) we własnych Salach Zgromadzeń lub w innych obiektach. Ma charakter otwarty, a jego program ma na celu wzmocnienie obecnych pod względem duchowym[15].

## Charakterystyczne zabronione formy kultu

### Kult obrazów
- Świadkowie Jehowy odrzucają kult obrazów, rzeźb i innych wizerunków (który uważają za bałwochwalstwo)[117] oraz pośrednictwo i kult świętych[118].

### Kult państwa
- Nie oddają czci symbolom państwowym, sztandarom, hymnom, flagom itp., choć darzą je stosownym szacunkiem[119]. W sprawach swoich obowiązków obywatelskich (np. podatki) starają się postępować zgodnie z zasadą istnienia rządów tylko dlatego, że pozwala na to Bóg (zasada z listu do Rzymian 13:1, „Niech każdy będzie podporządkowany władzom zwierzchnim, bo wszelka władza jest od Boga. I to właśnie za Jego zgodą istniejące władze zajmują swoje względne pozycje”) i zawsze z uwzględnieniem nadrzędności władzy Boga (zasada z Dziejów Apostolskich 5:29 „Przede wszystkim musimy być posłuszni Bogu, a nie ludziom.”)[120].

### Współpraca międzywyznaniowa
Wystrzegają się współpracy międzywyznaniowej i nie biorą udziału w ruchach ekumenicznych, uważając, że inne religie i wyznania zostały zwiedzione przez Szatana. Ich zdaniem chrześcijaństwo zdradziło Boga i Biblię, a inne religie również nie cieszą się Bożym uznaniem. Ogół religii utożsamiają z „wielką prostytutką” „Babilonem Wielkim” z biblijnej Księgi Apokalipsy i uważają, iż spotka go kara ze strony Boga.